# Ciclide pappagallo
Il ciclide pappagallo (in inglese parrot cichlid o red parrot) è un ibrido di alcune specie di ciclidi, riprodotto e selezionato in laboratori orientali appositamente per l'allevamento in acquario.

## Descrizione

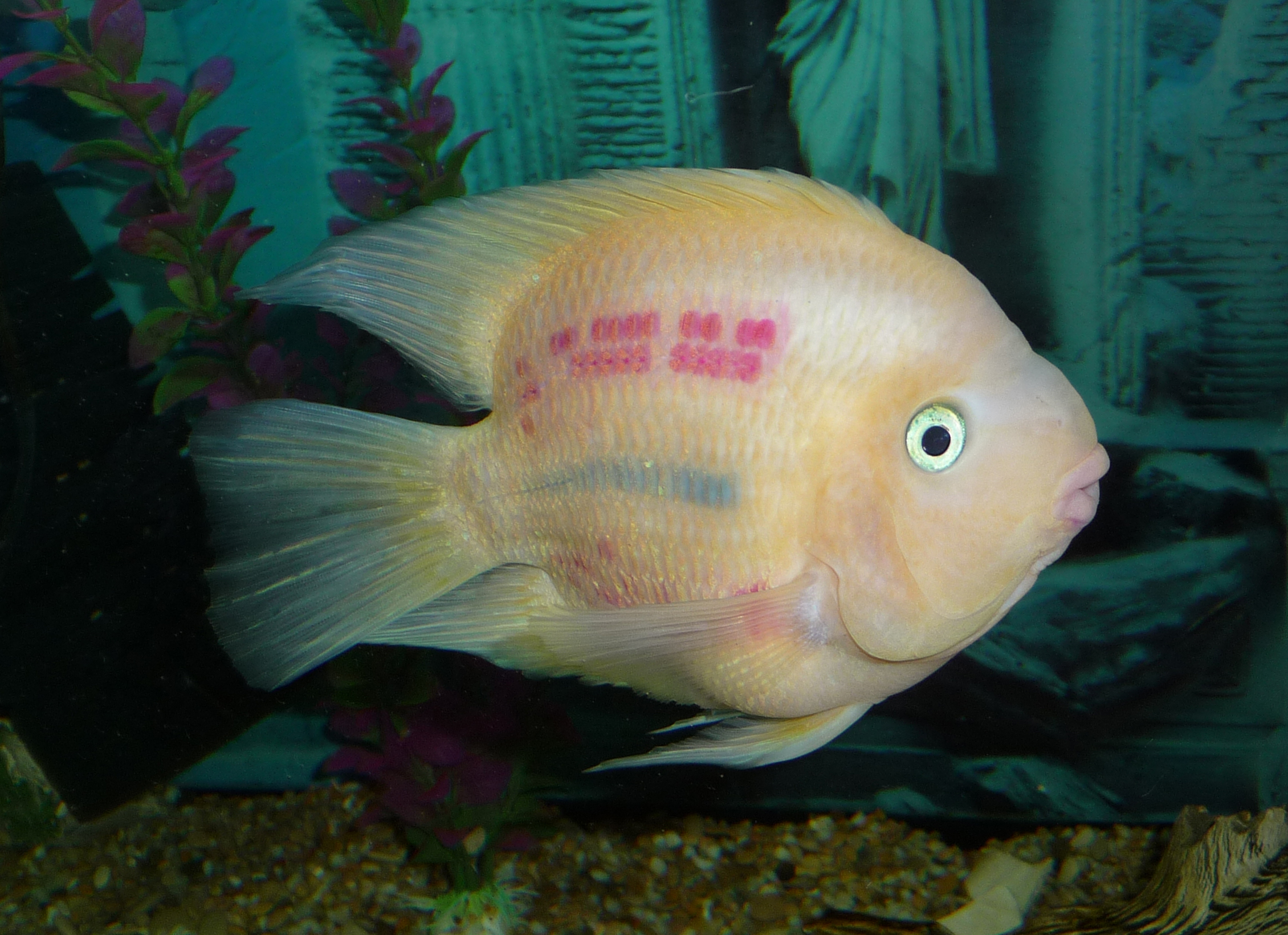
Varietà "dipinta" di ciclide pappagallo.

L'aspetto di questo pesce è particolare: la testa è tondeggiante, con occhi grandi e labbra carnose deformate, innestata in un corpo dal profilo dorsale molto alto e dal ventre convesso. La pinna dorsale è lunga e ampia, specialmente verso il suo termine. Anche l'anale è molto sviluppata. La coda è ampia e a delta. Le pinne pettorali sono robuste, le ventrali appuntite. La livrea è differente da varietà a varietà (e sono decine), le più comuni sono quella rossa, arancione, gialla, bianca, calico. Tuttavia ne esistono di più elaborate.

Raggiunge una lunghezza massima di 25 cm.

## Specie originali
Anche se molti allevatori ritengono che il nome delle specie incrociate sia un segreto, due delle specie sicuramente usate per la creazione del ciclide pappagallo sono Amphilophus citrinellus e Paraneetroplus synspilus, a cui probabilmente va aggiunto Heros severus e altre specie.

## Storia
Le prime notizie della creazione di questi ibridi si hanno tra il 1989 e il 1990, quando alcuni allevatori e biologi cinesi e di Taiwan pubblicarono un articolo sulla stampa specializzata informando il mondo accademico della loro "scoperta". Da quel momento molti allevamenti e allevatori si incuriosirono e seguirono le orme dei primi allevatori, incrociando varie specie (fino a 5) con tecniche riproduttive particolari. Oggi esistono numerose varietà, riconoscibili dalle diverse colorazioni e dalla forma delle pinne.

## Acquariofilia

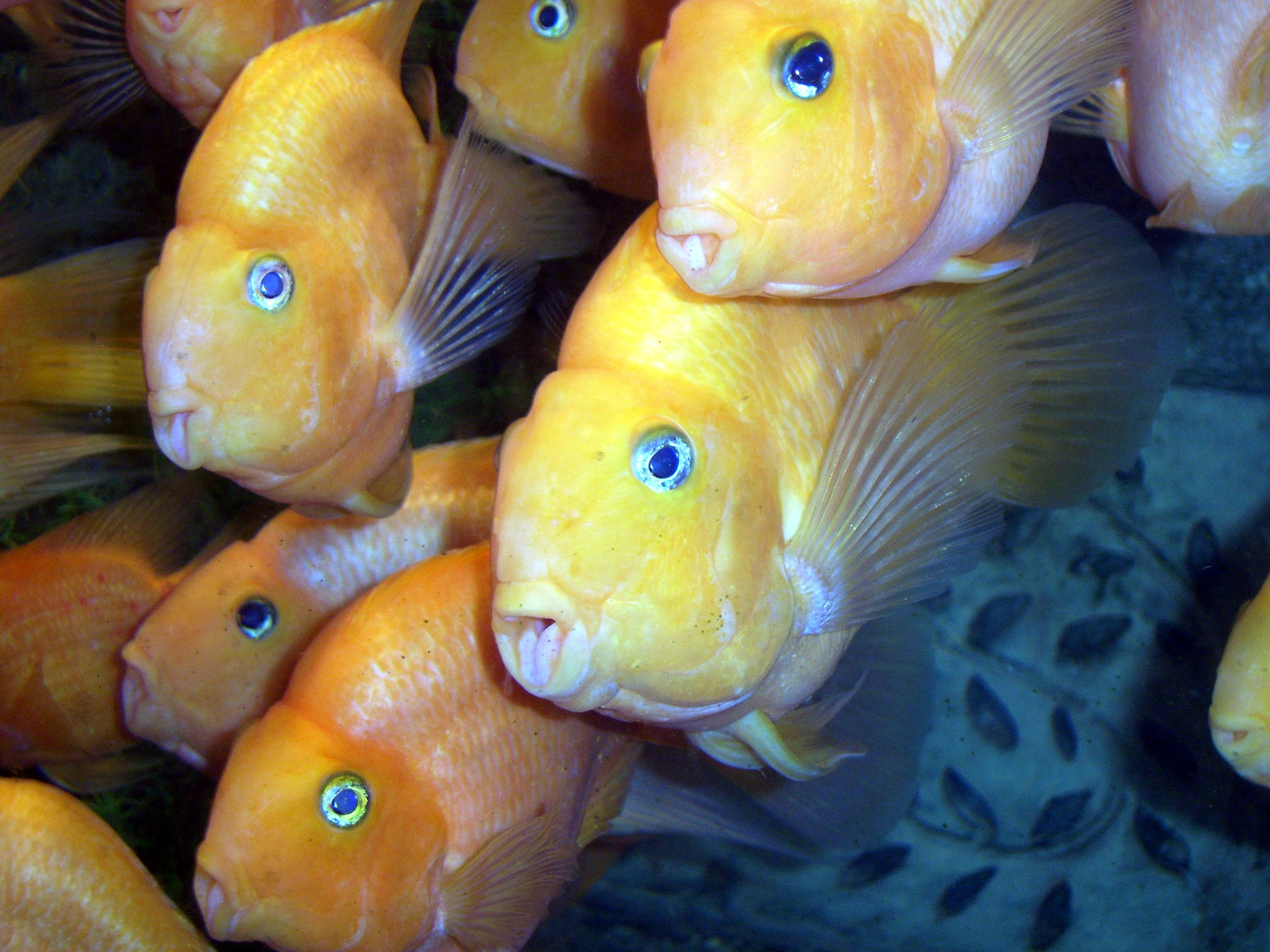
Varietà dorata.

Questo ibrido ha destato l'interesse di molti acquariofili, con la nascita di associazioni ad esso dedicate. È piuttosto diffuso nei negozi di acquariofilia. Va allevato in gruppo in acquari da 250-300 litri. È possibile stranamente (ma rischiosa) la convivenza con Carassius Auratus (solo con questo), Piranha, Astronotus ocellatus e Amphilophus citrinellus (solo con questo). A patto che l'acquario sia sufficientemente grosso (enorme) per la gestione degli spazi da parte delle specie. Sono molto socievoli con l'allevatore e interessati agli "eventi fuori dalla vasca".

## Critiche
Come per le varietà dalle pinne a velo del comune pesce rosso, anche il ciclide pappagallo è oggetto di critiche da parte di chi ritiene che la creazione di questi esemplari sia un'aberrazione della natura, che comprende anche il maltrattamento degli animali coinvolti.